# Izmic Be STUDIO
Izmic Be STUDIO（イズミック ビー スタジオ）は、東京都豊島区西池袋にあるスタジオ。演技・ダンス・バレエ・歌等パフォーマンス全般を扱う。主宰は玉置いづみ。日本大学芸術学部 映画学科演技コース、演劇学科演技コース合格者を毎年多数輩出することで有名。

## 著名な卒業生
- 浦井健治(ミュージカル俳優)

## 所属講師
- 玉置いづみ(IZUMI)
- おオうちれいこ(REIKO)
- 中島智美(TOMOMI)
- 山口莉央(RIO)

## 経歴
- 1995年12月1日 IZUMI JAZZ DANCEをオープン。[2]
- 2000年9月1日 Izmic Be STUDIOをオープン。[2]
- 2002年 主宰の玉置いづみが、アミューズ主催 100時間オーディションの、ダンス・芝居の講師を務める。[3]
- 2013年8月 ダンス・体幹コンテンツを提供するYouTubeチャンネル開設。[4]
- 2021年6月 演技・演劇専門YouTubeチャンネルを開設。[5]
- 2023年5月 法人向けコース「Izmic for Biz」を開設。[6]

### 公式
- Izmic Be STUDIO
- Izmic for Biz

### YouTube
- 演技指導(受験／オーディション対策)Izmic Be STUDIO
- ダンサー／パフォーマーの為の体幹トレーニング Izmic Be STUDIO